# Frans Jeppsson Wall

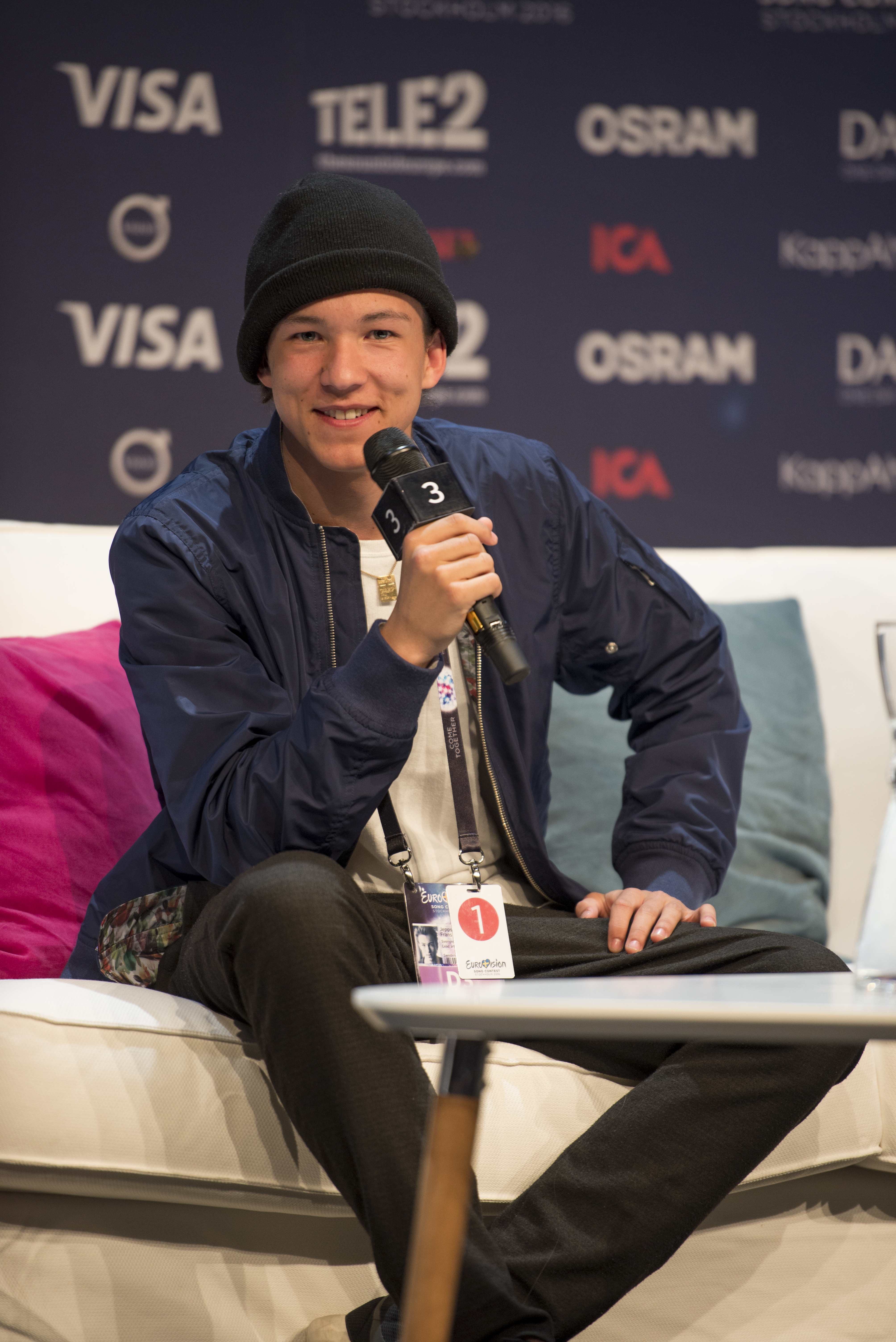
Frans på en "Meet & Greet" under Eurovision Song Contest 2016 i Stockholm.

Frans Osifoh Jeppsson Wall, ofta enbart Frans (som också är hans artistnamn), född 19 december 1998 i Ystad, är en svensk sångare som vann Melodifestivalen 2016 med låten "If I Were Sorry". Segern gjorde honom till Sveriges representant i Eurovision Song Contest 2016 där han sedermera slutade på en femteplats.

## Karriär
Som sjuåring blev Frans Jeppsson Wall nationellt känd när han inför fotbolls-VM 2006 sjöng ledsången på gruppen Elias låt "Who's da Man", en hyllningssång till Zlatan Ibrahimović.
Jeppson Wall deltog i Melodifestivalen 2016 med låten "If I Were Sorry" som tog sig direkt till final från den fjärde deltävlingen. Väl i finalen fick hans bidrag flest poäng (88 poäng från den internationella juryn och 68 poäng (14,4 %) från folket) och därmed blev han som sjuttonåring den yngste att få representera Sverige i Eurovision Song Contest sedan Carola Häggkvists seger i Melodifestivalen 1983. I Eurovisionsfinalen placerade sig Frans på en femteplats med 261 poäng.
2019 vann han det polska musikpriset "Bursztynowy Słowik" (på engelska: Amber Nightingale, på svenska: "den gyllene näktergalen" eller "näktergalen i bärnsten") som är det årliga musikpris som delas ut på Sopotfestivalen i Sopot, Polen.
Den 24 juli 2020 släppte han sitt första album, Present, digitalt, med nio låtar.

## Privatliv
Frans, som har en tvillingsyster samt en yngre bror, är tvåspråkig då hans far har rötter i Nigeria (Frans farmor är från Nigeria, hans farfar är brittisk) och från åtta års ålder bodde i England. Frans har under uppväxten även bott i Svarte utanför Ystad och också periodvis i London. I femtonårsåldern studerade han bland annat musik där under ett års tid. Han gick naturprogrammet på gymnasiet i Ystad.
Frans tränade under cirka tio år gymnastik i GK Splitt i Ystad. Hans bästa grenar var tumbling och trampett. Han har också spelat fotboll i SoGK Charlo och Sövestads IF.

## Diskografi

### Album
- Da Man
- 2020 – Present

### Singlar
- 2006 - "Who's da Man" (1 maj, feat. Elias, #1 på Sverigetopplistan)
- 2006 - "Kul med Jul" (4 december, #6 på Sverigetopplistan)
- 2008 - "Fotbollsfest" (14 maj, officiell EM-låt 2008)
- 2016 - "If I Were Sorry" (28 februari, vinnare av Melodifestivalen 2016)

Digitala nedladdningar:
- 2016 - "Young Like Us" (24 juni)
- 2017 - "Liar"
- 2019 - "One floor down"[23]
- 2019 - "Snakes"
- 2019 - "Do It Like You Mean It" (feat. Yoel905)
- 2019 - "Amsterdam" (20 september)
- 2019 - "Ada"
- 2020 – "On A Wave"[24]
- 2020 – "Monday"[25]
- 2020 – "Mm mm Mm"[26]
- 2021 – "My Favourite Waste of Time"[27]

## Bildgalleri

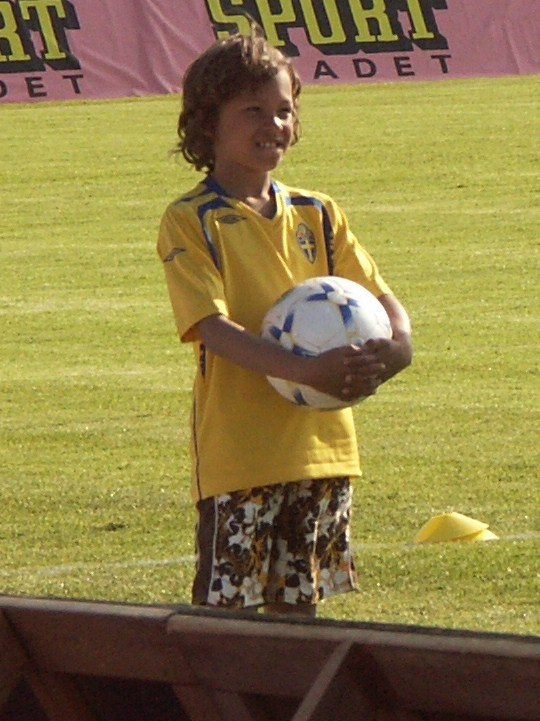
Frans Jeppsson Wall lanserar sin och Elias kamplåt "Fotbollsfest" på Nösnäsvallen i Stenungsund vid herrlandslagets träningsläger där inför EM 2008.
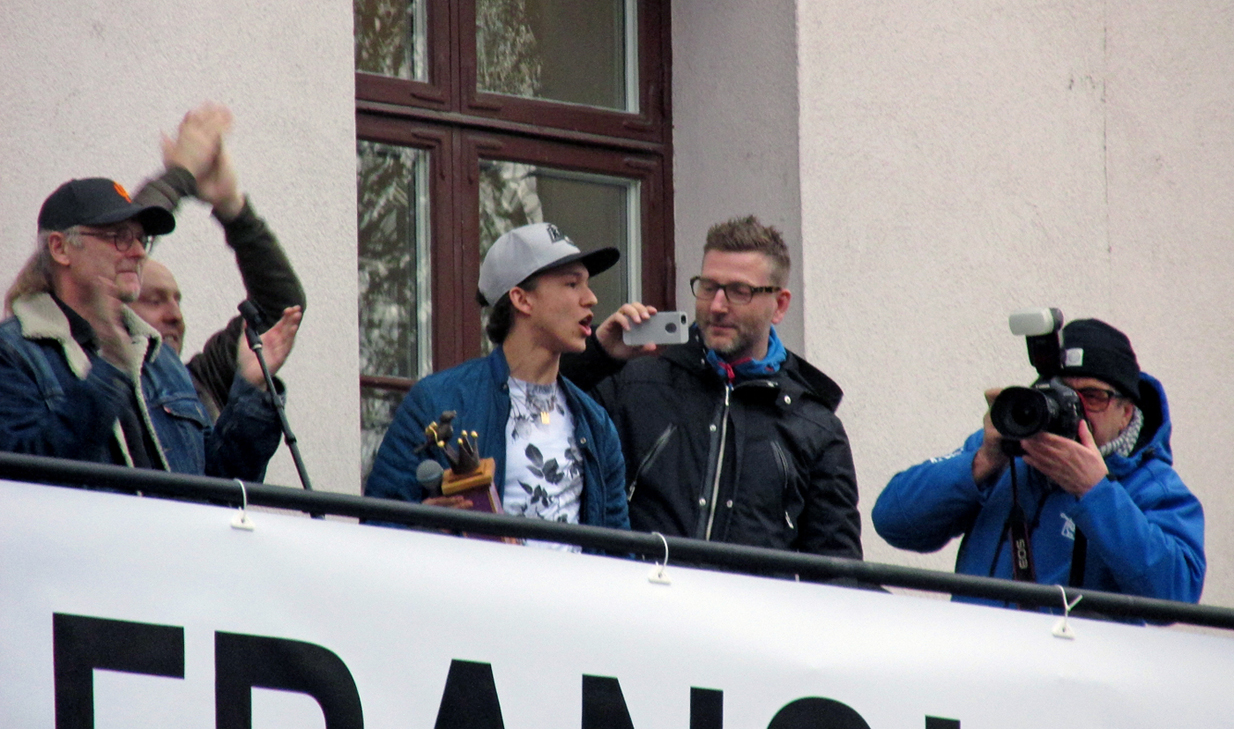
Ystad 14 mars 2016. Frans tar emot folkets jubel på Nya Rådhusets balkong. Från v, Michael Saxell, Oscar Fogelström, Frans och Fredrik Andersson.
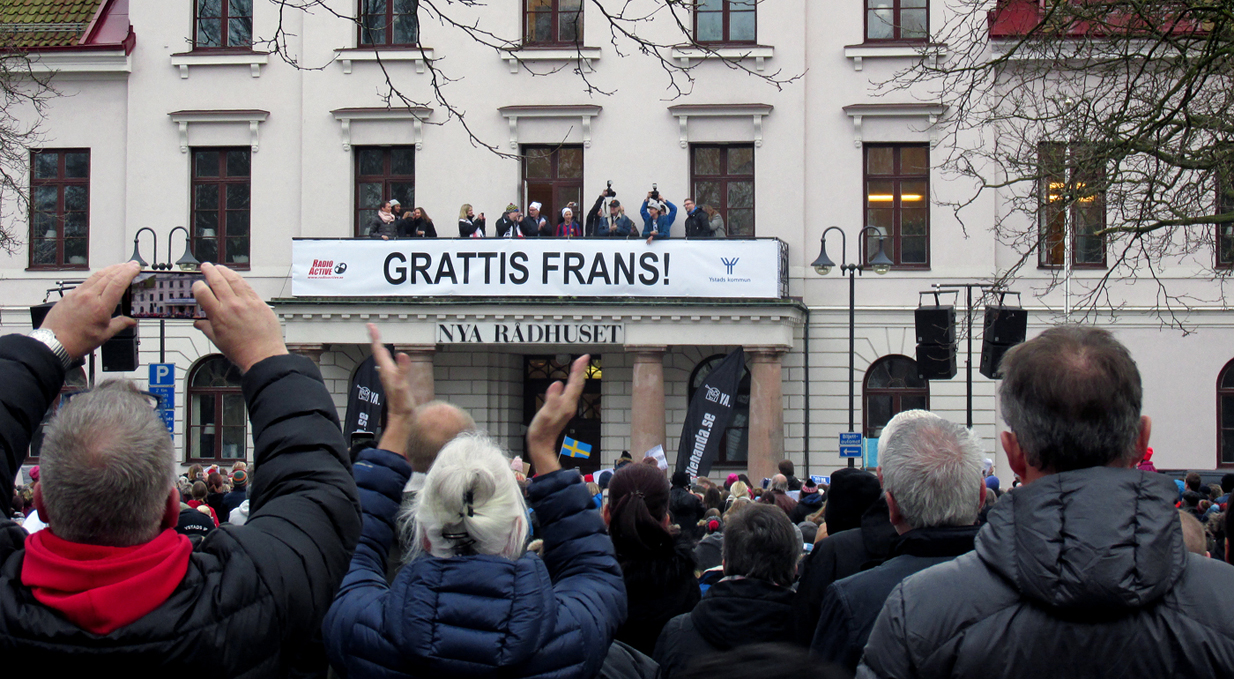
Nya Rådhuset på Österports Torg. Ystad 14 mars 2016.
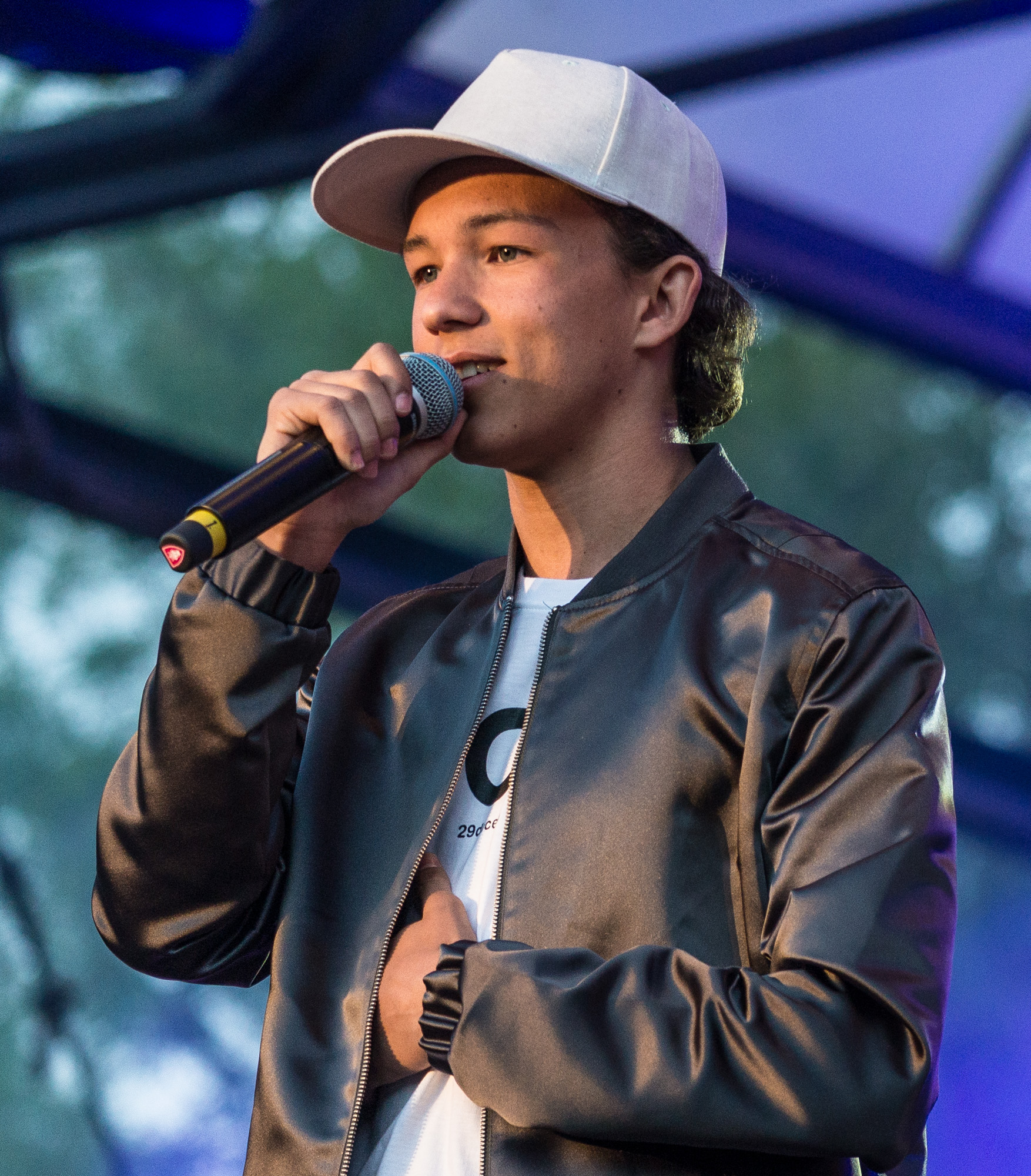
Under Eurovision Village i Stockholm i maj 2016.
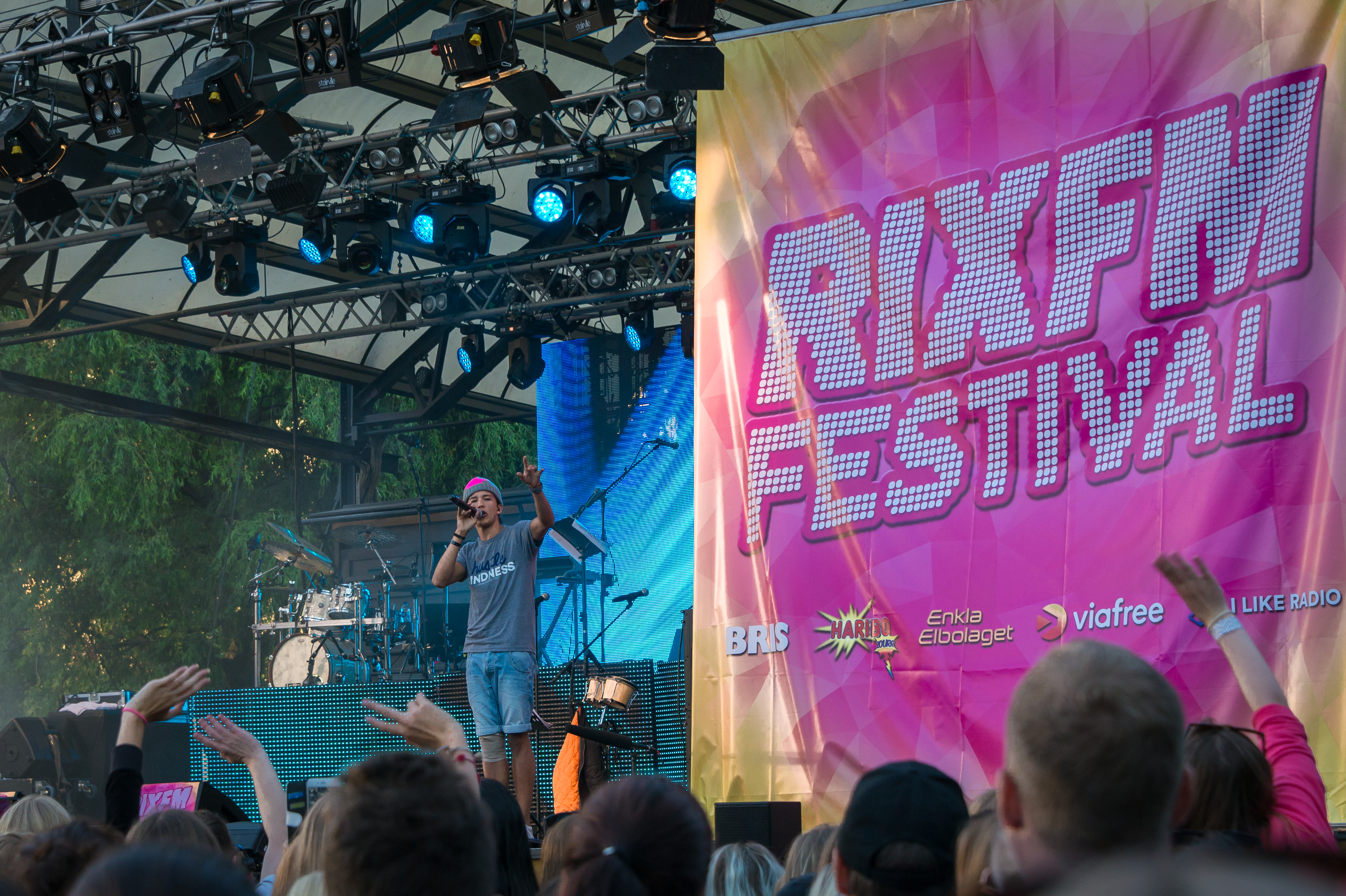
Frans i Kungsträdgården i Stockholm under RIX FM Festivalen 2016.